# Koi kei x
Il koi kei X è un genere musicale giapponese, sottogenere del visual kei, dallo spiccato spirito ironico e frizzante.
Koi sta per sentimento o amore, kei per stile e la x rappresenta la contaminazione, la "speziatura" piccante e divertente che rende vivace un brano romantico. I brani koi kei x sono dunque delle canzoni pop/rock, a volte anche dalle sonorità molto pesanti e teatrali, caratterizzati quindi da testi quasi sempre romantici e un sound molto brioso ed ironico.
Il maggior esponente di questo genere è Miyavi, e con lui i Kra, una band che incide per la sua ex etichetta discografica indie PS Company.